# Carl Magnus Åkerblom
Carl Magnus Åkerblom, född 15 maj 1824 i Burlövs församling, Malmöhus län, död 1 december 1899 i Sankt Petri församling, Malmöhus län, var en svensk apotekare, godsägare och politiker. Han var verksam som apotekare i Lund och ägare till godset Svanetorp. Han var riksdagsman för borgarståndet i Lund och Simrishamn vid ståndsriksdagen 1865–1866.